# Mollenard
Mollenard (bra: Ódio) é um filme dramático-policial francês de 1938, dirigido por Robert Siodmak e com atuações de Harry Baur, Gabrielle Dorziat e Pierre Renoir.